# Коробко, Татьяна Валериевна
Татьяна Валериевна Коробко (в девичестве — Кобылина) (род. 11 октября 1969 года) — российский тренер по прыжкам в воду. Мастер спорта СССР международного класса (1987). Заслуженный тренер России (2011).

## Биография
Татьяна Валериевна Кобылина родилась 11 октября 1969 года. Начала заниматься прыжками в воду в 1977 году под руководством Александра Николаевича Столбова. Бронзовый призёр первенства Европы 1985 года, серебряный призёр первенства мира 1987 года, неоднократный победитель и призёр чемпионатов, первенств СССР и России. Замужем. Есть дочь.
В 1994 году окончила Саратовский государственный педагогический институт по специальности преподаватель физического воспитания. После этого начала работать тренером в специализированной детско-юношеской школе олимпийского резерва по прыжкам в воду № 11. С 2007 года является тренером саратовского областного центра спортивной подготовки — школы высшего спортивного мастерства». В настоящее время — тренер сборной команды России по прыжкам в воду ФГБУ «Центр спортивной подготовки сборных команд России».
Наиболее высоких результатов среди её воспитанников добился Илья Захаров — олимпийский чемпион 2012 года, чемпион мира 2017 года, девятикратный чемпион Европы (2011, 2012, 2013, 2014, 2015, 2017), который тренируется под руководством Коробко с 1998 года.

## Награды и звания
- Почётная грамота Администрации города Саратова.
- Почётная грамота министерства по развитию спорта, физической культуры и туризма Саратовской области.
- Знак «Отличник физической культуры и спорта Российской Федерации».
- Занесена на «Доску Почёта» Саратова (2010).
- Почётное звание «Заслуженный тренер России» (2011)[6].
- Орден Дружбы (2013)[7].
- Спортивный судья всероссийской категории (2016)[8].
- Благодарность Министра спорта Российской Федерации (2017)[9].